# Увлеченья (фильм)
«Увлеченья» — художественный фильм режиссёра Киры Муратовой 1994 года. Фильм получил две премии «Ника» — в номинациях «Лучший фильм» и «Лучший режиссёр», а также спецприз жюри на кинофестивале «Кинотавр».

## Сюжет
История фильма разворачивается в небольшом городе на берегу моря. Две девушки — блондинка Лилия (Рената Литвинова) и брюнетка Виолетта (Светлана Коленда) — увлекаются скачками на ипподроме, а жокеи увлекаются девушками. Жокей Олег Николаев обучает верховой езде одну из девушек, а другой жокей в борьбе за ту же девушку вызывает Олега на поединок.

## В ролях
- Светлана Коленда — Виолетта
- Рената Литвинова — медсестра Лилия
- Михаил Демидов — Касьянов
- Василий Рыбакин
- Алексей Шевченков — Саша Милашевский
- Геннадий Ткаченко — Амиров, конный тренер
- Виктор Павлов — фотограф
- Умирзак Шманов
- Сергей Попов — Иван Иванович
- Николай Шатохин
- Евгений Рахманин
- Екатерина Лобанова
- Виолетта Игнатова-Дельвари

## Создание
Эта кинодрама стала первой совместной работой Киры Муратовой и Ренаты Литвиновой. Ещё до их личного знакомства в руки Кире Муратовой попал один из сценариев Литвиновой, после чего режиссёр захотела встретиться с ней. Часть из этого сценария в виде истории, рассказанной главной героиней, вошла в сценарий «Увлечений». Другая часть сценария была написана самой Кирой Муратовой, взявшей за основу повести Б. Дедюхина, который она первоначально писала для фильма «Ипподром» по заказу режиссёра фильма Р. Василевского, но он по какой-то причине не подошёл режиссёру и тогда Кира Муратова этот сценарий включила в фильм «Увлеченья».
В «Увлеченьях» Литвинова также дебютировала в кино в качестве актрисы. В дальнейшем она снялась ещё в шести фильмах Муратовой.